# 法務部調查局資安鑑識實驗室
法務部調查局資安鑑識實驗室由法務部調查局於2006年建置完成，同年12月26日經中華民國總統陳水扁揭牌啟用，為台灣首座數位鑑識實驗室。2013年11月28日正式通過ISO/IEC 17025國際認證規範，是率先取得財團法人全國認證基金會（Taiwan Accreditation Foundation，TAF）認可之具備「資訊重現」能力之鑑識科學實驗室。

## 服務項目
- 電腦鑑識
- 數位資料儲存媒體鑑識
- 行動裝置鑑識
- 多媒體檔案鑑識
- 毀損硬碟資料回復